# David Horovic
David Horovic nebo David Horowitz (hebrejsky דוד הורוביץ, narozen roku 1899 Drohobyč, zemřel 10. srpna 1979 Jeruzalém) byl izraelský ekonom a první guvernér izraelské centrální banky.

## Biografie
Narodil se ve městě Drohobyč v Rakousku-Uhersku (dnes Ukrajina). Vzdělání získal ve Lvově. Do Palestiny imigroval po 1. světové válce, když zažil pogromy ve Lvově roku 1919. Byl tehdy členem sionistické levicové organizace ha-Šomer ha-ca'ir. Od roku 1932 byl finančním poradcem v American Committee of Palestine. Od roku 1935 do roku 1948 působil coby ředitel ekonomického oddělení Židovské agentury, za kterou také vystupoval coby její vyslanec na zasedání Organizace spojených národů v roce 1947. Zastával řídící posty na ministerstvu financí Izraele. Guvernérem izraelské centrální banky byl v letech 1954-1971. Po odchodu do penze byl jmenován ředitelem poradního výboru a poradní rady centrální banky, později jeho čestným předsedou.
Zemřel v srpnu 1979 v Jeruzalémě.